# Guadalupe Yosoyúa
Guadalupe Yosoyúa är en ort i Mexiko.   Den ligger i kommunen Santa María Yosoyúa och delstaten Oaxaca, i den sydöstra delen av landet, 300 km sydost om huvudstaden Mexico City. Guadalupe Yosoyúa ligger 2 199 meter över havet och antalet invånare är 478.
Terrängen runt Guadalupe Yosoyúa är huvudsakligen kuperad, men åt sydost är den bergig. Runt Guadalupe Yosoyúa är det glesbefolkat, med 18 invånare per kvadratkilometer. Närmaste större samhälle är Villa Chalcatongo de Hidalgo, 12,4 km sydväst om Guadalupe Yosoyúa. I omgivningarna runt Guadalupe Yosoyúa växer huvudsakligen savannskog.